# Jerry Hoyt
Jerry Hoyt, ameriški dirkač Formule 1, *29. januar 1929, Chicago, ZDA, †10. julij 1955, Oklahoma City, ZDA.
Jerry Hoyt je pokojni ameriški dirkač, ki je med letoma 1950 in 1955 sodeloval na ameriški dirki Indianapolis 500, ki je med letoma 1950 in 1960 štela tudi za prvenstvo Formule 1. Najboljši rezultat je dosegel na dirki leta 1950, ko je zasedel dvajseto mesto. Leta 1955 se je smrtno ponesrečil na dirki v Oklahomi.